# Dallara F308

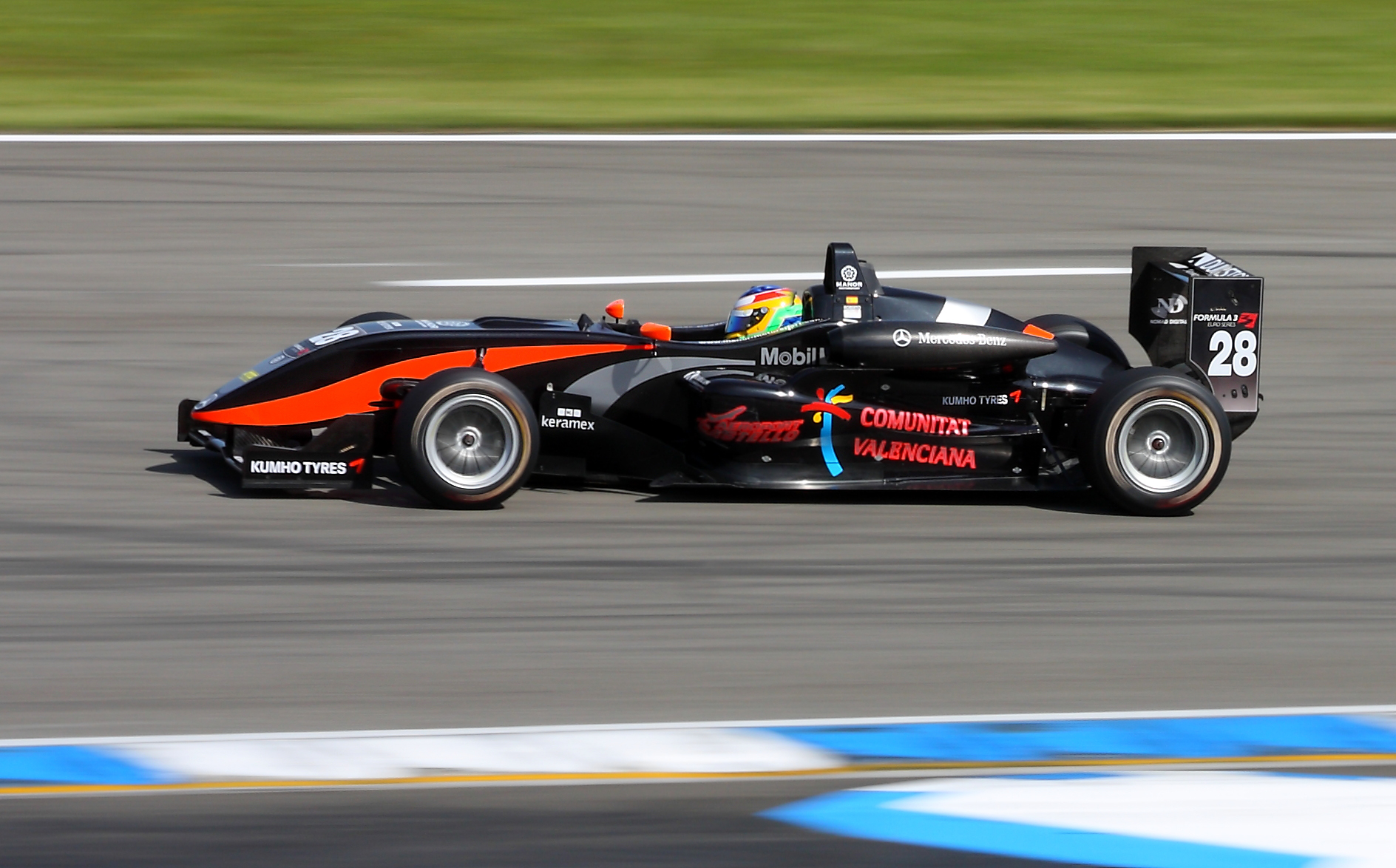
Roberto Merhi in einem Dallara F308 in der Formel-3-Euroserie 2009

Der Dallara F308 ist ein von Dallara 2008 entwickelter und für die Formel-3-Klasse homologierter Formel-Rennwagen. Er war der Nachfolger des Dallara F307 und von 2008 bis 2011 das aktuelle Formel-3-Modell von Dallara.

## Versionen
Der F308 kann durch die von Dallara jährlich angebotenen Zusatzkits zum F309/10/11 aufgerüstet werden. Diese beinhalten Modifikationen im Bereich der Aerodynamik wie etwa zusätzliche Luftleitbleche oder ähnliches oder verbesserte Aufhängungseinheiten. 

## Das Fahrzeug

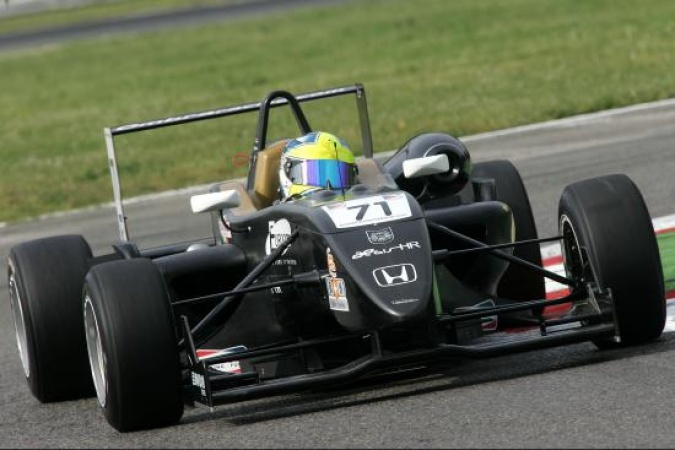
Frontansicht des F308 - Monza 2008, Matteo Chinosi

Der F308 ist ein konventioneller Formel-3-Rennwagen mit Monocoque aus kohlenstofffaserverstärktem Kunststoff, tragendem Mittelmotor und freistehenden Rädern. Für den Wagen sind das Hewland FTR und das Pankl DGB03 Getriebe homologiert. Geschaltet wird dabei manuell mittels Zündunterbrechung und Schalthebel auf der rechten Seite ohne Kupplung. Homologiert sind unter anderem auch vordere und hintere Flügelelemente, die Crashbox vorne und hinten und die Radträger. Das Bodywork kann von den Teams selbst bearbeitet werden. Zum Beispiel wurden in der Euroserie von allen Teams die Kamine auf den Seitenkästen entfernt und die Seitenkästen zulaminiert.
Der Wagen konnte mit Reifen von Avon, Bridgestone, Kumho, oder Dunlop ausgestattet werden.

## Einsatz
Seit 2008 wurde der F308 in mehreren Formel-3-Rennserien eingesetzt. Ab der Saison 2012 gibt es mit dem F312 einen Nachfolger. Dennoch werden heute noch F308 und deren Evo-Modelle in einigen Clubrennserien eingesetzt.